# Danh sách tiểu hành tinh: 21401–21500
| Tên                 | Tên đầu tiên | Ngày phát hiện      | Nơi phát hiện                   | Người phát hiện |
| ------------------- | ------------ | ------------------- | ------------------------------- | --------------- |
| 21401 Justinkovac   | 1998 FC58    | 20 tháng 3 năm 1998 | Socorro                         | LINEAR          |
| 21402 Shanhuang     | 1998 FE58    | 20 tháng 3 năm 1998 | Socorro                         | LINEAR          |
| 21403 Haken         | 1998 FN58    | 20 tháng 3 năm 1998 | Socorro                         | LINEAR          |
| 21404 Atluri        | 1998 FD61    | 20 tháng 3 năm 1998 | Socorro                         | LINEAR          |
| 21405 Sagarmehta    | 1998 FU61    | 20 tháng 3 năm 1998 | Socorro                         | LINEAR          |
| 21406 Jimyang       | 1998 FZ63    | 20 tháng 3 năm 1998 | Socorro                         | LINEAR          |
| 21407 Jessicabaker  | 1998 FL64    | 20 tháng 3 năm 1998 | Socorro                         | LINEAR          |
| 21408 Lyrahaas      | 1998 FZ64    | 20 tháng 3 năm 1998 | Socorro                         | LINEAR          |
| 21409 Forbes        | 1998 FC65    | 20 tháng 3 năm 1998 | Socorro                         | LINEAR          |
| 21410 Cahill        | 1998 FH65    | 20 tháng 3 năm 1998 | Socorro                         | LINEAR          |
| 21411 Abifraeman    | 1998 FY66    | 20 tháng 3 năm 1998 | Socorro                         | LINEAR          |
| 21412 Sinchanban    | 1998 FJ67    | 20 tháng 3 năm 1998 | Socorro                         | LINEAR          |
| 21413 Albertsao     | 1998 FS68    | 20 tháng 3 năm 1998 | Socorro                         | LINEAR          |
| 21414 Blumenthal    | 1998 FQ69    | 20 tháng 3 năm 1998 | Socorro                         | LINEAR          |
| 21415 Nicobrenner   | 1998 FM70    | 20 tháng 3 năm 1998 | Socorro                         | LINEAR          |
| 21416 Sisichen      | 1998 FN70    | 20 tháng 3 năm 1998 | Socorro                         | LINEAR          |
| 21417 Kelleyharris  | 1998 FF71    | 20 tháng 3 năm 1998 | Socorro                         | LINEAR          |
| 21418 Bustos        | 1998 FY71    | 20 tháng 3 năm 1998 | Socorro                         | LINEAR          |
| 21419 Devience      | 1998 FP72    | 20 tháng 3 năm 1998 | Socorro                         | LINEAR          |
| 21420 -             | 1998 FL74    | 21 tháng 3 năm 1998 | Đài thiên văn Bergisch Gladbach | W. Bickel       |
| 21421 Nealwadhwa    | 1998 FJ78    | 24 tháng 3 năm 1998 | Socorro                         | LINEAR          |
| 21422 Alexacarey    | 1998 FL78    | 24 tháng 3 năm 1998 | Socorro                         | LINEAR          |
| 21423 Credo         | 1998 FJ79    | 24 tháng 3 năm 1998 | Socorro                         | LINEAR          |
| 21424 Faithchang    | 1998 FU79    | 24 tháng 3 năm 1998 | Socorro                         | LINEAR          |
| 21425 Cordwell      | 1998 FR90    | 24 tháng 3 năm 1998 | Socorro                         | LINEAR          |
| 21426 Davidbauer    | 1998 FP93    | 24 tháng 3 năm 1998 | Socorro                         | LINEAR          |
| 21427 Ryanharrison  | 1998 FK97    | 31 tháng 3 năm 1998 | Socorro                         | LINEAR          |
| 21428 Junehokim     | 1998 FR103   | 31 tháng 3 năm 1998 | Socorro                         | LINEAR          |
| 21429 Gulati        | 1998 FG104   | 31 tháng 3 năm 1998 | Socorro                         | LINEAR          |
| 21430 Brubrew       | 1998 FG107   | 31 tháng 3 năm 1998 | Socorro                         | LINEAR          |
| 21431 Amberhess     | 1998 FR113   | 31 tháng 3 năm 1998 | Socorro                         | LINEAR          |
| 21432 Polingloh     | 1998 FJ115   | 31 tháng 3 năm 1998 | Socorro                         | LINEAR          |
| 21433 Stekramer     | 1998 FO115   | 31 tháng 3 năm 1998 | Socorro                         | LINEAR          |
| 21434 Stanchiang    | 1998 FG116   | 31 tháng 3 năm 1998 | Socorro                         | LINEAR          |
| 21435 Aharon        | 1998 FH116   | 31 tháng 3 năm 1998 | Socorro                         | LINEAR          |
| 21436 Chaoyichi     | 1998 FL116   | 31 tháng 3 năm 1998 | Socorro                         | LINEAR          |
| 21437 Georgechen    | 1998 FG117   | 31 tháng 3 năm 1998 | Socorro                         | LINEAR          |
| 21438 Camibarnett   | 1998 FP122   | 20 tháng 3 năm 1998 | Socorro                         | LINEAR          |
| 21439 Robenzing     | 1998 FN123   | 20 tháng 3 năm 1998 | Socorro                         | LINEAR          |
| 21440 Elizacollins  | 1998 FB125   | 24 tháng 3 năm 1998 | Socorro                         | LINEAR          |
| 21441 Stevencondie  | 1998 FC144   | 29 tháng 3 năm 1998 | Socorro                         | LINEAR          |
| 21442 -             | 1998 GF1     | 4 tháng 4 năm 1998  | Woomera                         | F. B. Zoltowski |
| 21443 -             | 1998 HN8     | 17 tháng 4 năm 1998 | Kitt Peak                       | Spacewatch      |
| 21444 -             | 1998 HT8     | 17 tháng 4 năm 1998 | Kitt Peak                       | Spacewatch      |
| 21445 Pegconnolly   | 1998 HG17    | 18 tháng 4 năm 1998 | Socorro                         | LINEAR          |
| 21446 Tedflint      | 1998 HV18    | 18 tháng 4 năm 1998 | Socorro                         | LINEAR          |
| 21447 Yungchieh     | 1998 HZ18    | 18 tháng 4 năm 1998 | Socorro                         | LINEAR          |
| 21448 Galindo       | 1998 HE21    | 20 tháng 4 năm 1998 | Socorro                         | LINEAR          |
| 21449 Hemmick       | 1998 HQ22    | 20 tháng 4 năm 1998 | Socorro                         | LINEAR          |
| 21450 Kissel        | 1998 HD23    | 20 tháng 4 năm 1998 | Socorro                         | LINEAR          |
| 21451 Fisher        | 1998 HS23    | 28 tháng 4 năm 1998 | Prescott                        | P. G. Comba     |
| 21452 -             | 1998 HA29    | 23 tháng 4 năm 1998 | Haleakala                       | NEAT            |
| 21453 Victorlevine  | 1998 HA33    | 20 tháng 4 năm 1998 | Socorro                         | LINEAR          |
| 21454 Chernoby      | 1998 HE40    | 20 tháng 4 năm 1998 | Socorro                         | LINEAR          |
| 21455 Mcfarland     | 1998 HH41    | 20 tháng 4 năm 1998 | Socorro                         | LINEAR          |
| 21456 Myers         | 1998 HM46    | 20 tháng 4 năm 1998 | Socorro                         | LINEAR          |
| 21457 Fevig         | 1998 HD51    | 25 tháng 4 năm 1998 | Anderson Mesa                   | LONEOS          |
| 21458 Susank        | 1998 HN51    | 25 tháng 4 năm 1998 | Anderson Mesa                   | LONEOS          |
| 21459 Chrisrussell  | 1998 HS51    | 30 tháng 4 năm 1998 | Anderson Mesa                   | LONEOS          |
| 21460 Ryozo         | 1998 HP52    | 30 tháng 4 năm 1998 | Nanyo                           | T. Okuni        |
| 21461 Alexchernyak  | 1998 HS60    | 21 tháng 4 năm 1998 | Socorro                         | LINEAR          |
| 21462 Karenedbal    | 1998 HC78    | 21 tháng 4 năm 1998 | Socorro                         | LINEAR          |
| 21463 Nickerson     | 1998 HX78    | 21 tháng 4 năm 1998 | Socorro                         | LINEAR          |
| 21464 Chinaroonchai | 1998 HH88    | 21 tháng 4 năm 1998 | Socorro                         | LINEAR          |
| 21465 Michelepatt   | 1998 HG90    | 21 tháng 4 năm 1998 | Socorro                         | LINEAR          |
| 21466 Franpelrine   | 1998 HZ91    | 21 tháng 4 năm 1998 | Socorro                         | LINEAR          |
| 21467 Rosenstein    | 1998 HX93    | 21 tháng 4 năm 1998 | Socorro                         | LINEAR          |
| 21468 Saylor        | 1998 HD97    | 21 tháng 4 năm 1998 | Socorro                         | LINEAR          |
| 21469 Robschum      | 1998 HO97    | 21 tháng 4 năm 1998 | Socorro                         | LINEAR          |
| 21470 Frankchuang   | 1998 HV97    | 21 tháng 4 năm 1998 | Socorro                         | LINEAR          |
| 21471 Pavelchvykov  | 1998 HA98    | 21 tháng 4 năm 1998 | Socorro                         | LINEAR          |
| 21472 Stimson       | 1998 HU98    | 21 tháng 4 năm 1998 | Socorro                         | LINEAR          |
| 21473 Petesullivan  | 1998 HH99    | 21 tháng 4 năm 1998 | Socorro                         | LINEAR          |
| 21474 Pamelatsai    | 1998 HO99    | 21 tháng 4 năm 1998 | Socorro                         | LINEAR          |
| 21475 Jasonclain    | 1998 HQ100   | 21 tháng 4 năm 1998 | Socorro                         | LINEAR          |
| 21476 Petrie        | 1998 HW101   | 28 tháng 4 năm 1998 | Reedy Creek                     | J. Broughton    |
| 21477 Terikdaly     | 1998 HX112   | 23 tháng 4 năm 1998 | Socorro                         | LINEAR          |
| 21478 Maggiedelano  | 1998 HW118   | 23 tháng 4 năm 1998 | Socorro                         | LINEAR          |
| 21479 Marymartha    | 1998 HN124   | 23 tháng 4 năm 1998 | Socorro                         | LINEAR          |
| 21480 Jilltucker    | 1998 HO125   | 23 tháng 4 năm 1998 | Socorro                         | LINEAR          |
| 21481 Johnwarren    | 1998 HP125   | 23 tháng 4 năm 1998 | Socorro                         | LINEAR          |
| 21482 Patashnick    | 1998 HQ132   | 19 tháng 4 năm 1998 | Socorro                         | LINEAR          |
| 21483 Abdulrasool   | 1998 HJ134   | 19 tháng 4 năm 1998 | Socorro                         | LINEAR          |
| 21484 Eppard        | 1998 HR134   | 19 tháng 4 năm 1998 | Socorro                         | LINEAR          |
| 21485 Ash           | 1998 HV137   | 20 tháng 4 năm 1998 | Socorro                         | LINEAR          |
| 21486 -             | 1998 HA148   | 25 tháng 4 năm 1998 | La Silla                        | E. W. Elst      |
| 21487 -             | 1998 HV148   | 25 tháng 4 năm 1998 | La Silla                        | E. W. Elst      |
| 21488 Danyellelee   | 1998 HT150   | 21 tháng 4 năm 1998 | Socorro                         | LINEAR          |
| 21489 -             | 1998 JU      | 1 tháng 5 năm 1998  | Haleakala                       | NEAT            |
| 21490 -             | 1998 JW      | 1 tháng 5 năm 1998  | Haleakala                       | NEAT            |
| 21491 -             | 1998 JL1     | 1 tháng 5 năm 1998  | Haleakala                       | NEAT            |
| 21492 -             | 1998 JQ1     | 1 tháng 5 năm 1998  | Haleakala                       | NEAT            |
| 21493 -             | 1998 JA2     | 1 tháng 5 năm 1998  | Haleakala                       | NEAT            |
| 21494 -             | 1998 JE2     | 1 tháng 5 năm 1998  | Haleakala                       | NEAT            |
| 21495 Feaga         | 1998 JP2     | 1 tháng 5 năm 1998  | Anderson Mesa                   | LONEOS          |
| 21496 Lijianyang    | 1998 JQ2     | 1 tháng 5 năm 1998  | Anderson Mesa                   | LONEOS          |
| 21497 Alicehine     | 1998 JJ3     | 1 tháng 5 năm 1998  | Anderson Mesa                   | LONEOS          |
| 21498 Keenanferar   | 1998 KQ2     | 22 tháng 5 năm 1998 | Socorro                         | LINEAR          |
| 21499 Perillat      | 1998 KS4     | 22 tháng 5 năm 1998 | Anderson Mesa                   | LONEOS          |
| 21500 Vazquez       | 1998 KS6     | 22 tháng 5 năm 1998 | Anderson Mesa                   | LONEOS          |